# Sint-Willibrorduskerk (Teteringen)
De Sint-Willibrorduskerk is een rooms-katholieke kerk te Teteringen die zich bevindt aan de Hoolstraat 13 en werd ingewijd 26 september 1927. De kerk is de opvolger van de kerk die midden op de begraafplaats stond en die op 26 september in 1820 werd ingewijd. De kerk is geklasseerd als rijksmonument.
De huidige Sint-Willibrorduskerk werd ontworpen door Jacques van Groenendael. Het is een bakstenen christocentrische kerk met neobyzantijnse kenmerken. Sommige elementen, zoals het kruis op de toren en de spuwers, zijn uitgevoerd in art-decostijl. Hoewel de kerk het uiterlijk van een kruiskerk heeft, toont het interieur een meer centraliserende ruimte, gelijkend op een ruime zaalkerk. Deze wordt gedomineerd door een bakstenen koepel, welke aan de buitenzijde van de kerk minder opvallend is. De kerk heeft roosvensters in de voorgevel en de zijbeuken.
Het interieur van de kerk omvat kruiswegstaties door G. van Geffen, vervaardigd in de periode 1929-1943. Ook zijn er glas-in-loodramen aanwezig van Joep Nicolas en Jan Willemen, alsmede een beeld van de Heilige Ambrosius. Uit de voormalige schuurkerk stamt een hardstenen doopvont (1787). Ook hangen in de kerk een tweetal schilderijen: Een Verrijzenis van Christus door W. Schaeken (1823) en een schilderij van de Heilige Familie, uit de tweede helft van de 17e eeuw.
In de kerk staat een orgel welke in 1823 is gebouwd door de Vlaming Jean Joseph Delahaye. Het orgel is een rijksmonument en uniek in Nederland.